# خانقاه (مراغه)
خانقاه یکی از روستاهای استان آذربایجان شرقی است که در دهستان قره‌ناز بخش مرکزی شهرستان مراغه واقع شده‌است.از آثار تاریخی آن می‌توان به پل خانقاه مربوط به دوره صفویه اشاره کرد.